# The Lost Album
The Lost Album es el cuarto álbum de estudio del cantante estadounidense Drake Bell. Fue publicado el 21 de febrero de 2020 a través de dB Records. Este es el primer álbum de estudio que Bell lanza en seis años, y es sucesor inmediato de Ready, Steady, Go!, que fuera lanzado en abril de 2014.
The Lost Album incluye canciones que fueron rescatadas de proyectos anteriores, y otras que fueron regrabadas para formar parte de una misma placa discográfica compuesta por once temas. El nombre del álbum proviene de la idea de que fueron canciones que se perdieron en alguna o algunas computadoras que tuvieron problemas, o que por temas de derechos no pudieron ser lanzadas en su momento.
El disco cuenta con la participación de Bell al frente del proyecto, asimismo de Andy Alt, Djordje Stijepovic, Will Herrington, Axcel Lir, (quienes han grabado y hecho giras con Bell en años anteriores), con una sección de trompetas y con el productor original de las canciones rescatadas, Lee Miles.

## Lista de canciones
| N.º   | Título                      | Escritor(es) | Duración |  |
| 1.    | «You Want Me»               | Drake Bell   | 4:01     |  |
| 2.    | «Onto You»                  | Drake Bell   | 2:52     |  |
| 3.    | «It's Never Over»           | Drake Bell   | 2:58     |  |
| 4.    | «All The Days Of My Life»   | Drake Bell   | 3:09     |  |
| 5.    | «Sail On»                   | Drake Bell   | 3:59     |  |
| 6.    | «Nowhere Else to Go»        | Drake Bell   | 3:47     |  |
| 7.    | «Love Back»                 | Drake Bell   | 3:39     |  |
| 8.    | «What is Wrong?»            | Drake Bell   | 2:48     |  |
| 9.    | «The Party»                 | Drake Bell   | 2:52     |  |
| 10.   | «Pots & Pans»               | Drake Bell   | 2:58     |  |
| 11.   | «It's Never Last Call note» | Drake Bell   | 3:12     |  |
| 36:20 |                             |              |          |  |